# 왕샤오보
왕샤오보 (중국어 간체자: 王小波, 병음: Wáng Xiǎobō, 1952년 5월 13일 ~ 1997년 4월 11일)는 현대 중국 소설가이자 수필가이다.

## 생애
왕샤오보는 1952년 베이징에서 태어났고 1978년부터 1982년까지 중국인민대학교에서 공부했다. 대학을 졸업한 후 왕샤오보는 1984년 미국으로 유학을 떠나 1988년 미국 피츠버그 대학에서 석사학위를 받았다. 중국으로 돌아온 후 북경 대학교와 중국 인민 대학에서 강사로 재직했다. 1997년 4월 11일 베이징에서 심장 마비로 사망하였다.

## 작품
왕샤오보는 소설, 단편소설 모음, 에세이 등을 썼으며 그 중 일부는 영어, 프랑스어 및 이탈리아어로 번역되었다.

### 소설
- 《红拂夜奔》 홍위야행
- 《万寿寺》 만수사
- 《黄金时代》 황금시대
- 《白银时代》 백은시대
- 《青铜时代》 청동시대
- 《黑铁时代》 흑철시대
- 《三十而立》 삼십에 자립하고
- 《似水流年》 유수 같은 세월
- 《革命时期的爱情》 혁명시대의 연애

### 영화
- 장위안 감독의 영화 「동궁 서궁(東宫西宫)」의 시나리오를 집필하였다.